# Nico Schulz
Pour les articles homonymes, voir Schulz.
Nico Schulz est un footballeur allemand né le 1er avril 1993 à Berlin qui joue au poste d'arrière gauche au MKE Ankaragücü.

## Carrière

### Jeunesse
Né d'un père italien, Luigi, et d'une mère allemande, Nico Schulz fait ses premiers pas de footballeur avec les juniors du BSC Rehberge.

### Carrière en club

#### Hertha Berlin (2000-2015)
En 2000, il  rejoint le Hertha Berlin. Dès le début, il réussit à convaincre les recruteurs du Liverpool FC, ce qui lui permet de se démarquer, mais il refuse leur offre et reste à Berlin. Plus tard, il atteint la finale de la DFB Junior Club Cup 2009/10 contre le TSG 1899 Hoffenheim, qui a lieu à domicile, mais elle est perdue 1-2. L'été suivant, Schulz participe pour la première fois au camp d'entraînement des professionnels et laisse une telle impression qu'il joue son premier match avec l'équipe première du Hertha au premier tour de la Coupe d'Allemagne à Pfullendorf, le 14 août 2010 après avoir été remplacé par Valeri Domovchijski à la 81e minute.
Six jours plus tard, Schulz  fait ses débuts en Bundesliga lors d'une victoire 3-2 à domicile contre Rot-Weiß Oberhausen lorsqu'il est remplacé par Domovchijski peu avant la fin du match. Au cours de la saison 2010-2011, sous la direction de Markus Babbel, il ne dépasse pas le rôle de remplaçant.

#### Borussia Mönchengladbach (2015-2017)
Après n'avoir été que remplaçant au premier tour de la coupe au début de la saison 2015-2016 et la première journée du championnat, Schulz est transféré au Borussia Mönchengladbach le 18 août 2015. Il se voit attribuer un contrat de quatre ans par le participant de la Ligue des champions. Il fait ses débuts au Borussia Mönchengladbach le 19 septembre 2015, lors de la 5e journée, lorsqu'il est remplacé par Ibrahima Traoré lors d'une défaite 1-0 contre le 1. FC Cologne. En octobre 2015, il subit une rupture du ligament croisé lors d'un match amical contre le MSV Duisburg , ce qui signifie qu'il est absent pour le reste de la saison.

#### TSG 1899 Hoffenheim (2017-2019)
Pour la saison 2017-2018, Schulz est transféré au 1899 Hoffenheim, où il signe un contrat de trois ans. Il y reçoit le numéro 16, jusqu'alors porté par Pirmin Schwegler. Il inscrit son premier but pour Hoffenheim le 19 octobre 2017, à l'occasion d'une rencontre de Ligue Europa face à l'İstanbul Başakşehir FK. Il est titulaire et son équipe s'impose par trois buts à un ce jour-là.

#### Borussia Dortmund (depuis 2019)
Le 21 mai 2019, Nico Schulz s'engage en faveur du Borussia Dortmund, pour un contrat de cinq ans et un transfert de 27 millions d'euros.

### En équipe nationale
Schulz dispute un total de 51 matches pour les équipes juniors allemandes, mais il n'a pas marqué pour les équipes nationales U15, U16, U17 ou U18.
En se qualifiant pour le Championnat d'Europe des moins de 19 ans 2012, il marque ses deux premiers buts pour une équipe nationale allemande contre l'Irlande du Nord. Mais l'équipe d'Allemagne ne se qualifie pas pour la finale du Championnat d'Europe.
Le 9 septembre 2018, il dispute son premier match en équipe nationale A lors d'un match amical face au Pérou, où il marque le but de la victoire (score : 2-1).

## Statistiques
| Saison                | Club                     | Championnat           | Championnat | Championnat | Coupe(s) nationale(s) | Coupe(s) nationale(s) | Supercoupe | Supercoupe | Compétition(s) continentale(s) | Compétition(s) continentale(s) | Compétition(s) continentale(s) | Total | Total |
| Saison                | Club                     | Division              | M.          | B.          | M.                    | B.                    | M.         | B.         | Comp.                          | M.                             | B.                             | M.    | B.    |
| 2010-2011             | Hertha Berlin            | 2. Bundesliga         | 21          | 0           | 2                     | 0                     | -          | -          | -                              | -                              | -                              | 23    | 0     |
| 2011-2012             | Hertha Berlin            | 1. Bundesliga         | 0           | 0           | -                     | -                     | -          | -          | -                              | -                              | -                              | 0     | 0     |
| 2012-2013             | Hertha Berlin            | 2. Bundesliga         | 20          | 1           | 0                     | 0                     | -          | -          | -                              | -                              | -                              | 20    | 1     |
| 2013-2014             | Hertha Berlin            | 1. Bundesliga         | 23          | 0           | 1                     | 0                     | -          | -          | -                              | -                              | -                              | 24    | 0     |
| 2014-2015             | Hertha Berlin            | 1. Bundesliga         | 28          | 1           | 1                     | 0                     | -          | -          | -                              | -                              | -                              | 29    | 1     |
| 2015-2016             | Hertha Berlin            | 1. Bundesliga         | 1           | 0           | 1                     | 0                     | -          | -          | -                              | -                              | -                              | 2     | 0     |
| Sous-total            | Sous-total               | Sous-total            | 93          | 2           | 5                     | 0                     | -          | -          | -                              | -                              | -                              | 98    | 2     |
| 2015-2016             | Borussia Mönchengladbach | 1. Bundesliga         | 1           | 0           | -                     | -                     | -          | -          | C1                             | 1                              | 0                              | 2     | 0     |
| 2016-2017             | Borussia Mönchengladbach | 1. Bundesliga         | 12          | 1           | 1                     | 0                     | -          | -          | C1+C3                          | 1+2                            | 0+0                            | 16    | 1     |
| Sous-total            | Sous-total               | Sous-total            | 13          | 1           | 1                     | 0                     | -          | -          | -                              | 4                              | 0                              | 18    | 1     |
| 2017-2018             | 1899 Hoffenheim          | 1. Bundesliga         | 27          | 1           | 2                     | 0                     | -          | -          | C3                             | 5                              | 1                              | 34    | 2     |
| 2018-2019             | 1899 Hoffenheim          | 1. Bundesliga         | 30          | 1           | 2                     | 1                     | -          | -          | C1                             | 5                              | 0                              | 37    | 2     |
| Sous-total            | Sous-total               | Sous-total            | 57          | 2           | 4                     | 1                     | -          | -          | -                              | 10                             | 1                              | 71    | 4     |
| 2019-2020             | Borussia Dortmund        | 1. Bundesliga         | 11          | 1           | 3                     | 0                     | 1          | 0          | C1                             | 3                              | 0                              | 18    | 1     |
| 2020-2021             | Borussia Dortmund        | 1. Bundesliga         | 13          | 0           | 2                     | 0                     | 1          | 0          | C1                             | 3                              | 0                              | 19    | 0     |
| 2021-2022             | Borussia Dortmund        | 1. Bundesliga         | 16          | 0           | 1                     | 0                     | 1          | 0          | C1+C3                          | 4+2                            | 0                              | 24    | 0     |
| Sous-total            | Sous-total               | Sous-total            | 40          | 1           | 6                     | 0                     | 2          | 0          | -                              | 12                             | 0                              | 60    | 1     |
| Total sur la carrière | Total sur la carrière    | Total sur la carrière | 203         | 6           | 16                    | 1                     | 2          | 0          | -                              | 26                             | 1                              | 247   | 8     |

## Palmarès
Hertha Berlin
- 2.Bundesliga
  - Champion : 2011 et 2013

 Borussia Dortmund
- Supercoupe d’Allemagne
  - Champion :  2019
- Coupe d'Allemagne
  - Vainqueur : 2021